# Bertha de Burgundia

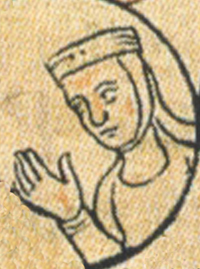
Bertha de Burgundia

Bertha de Burgundia (n. 952 sau 964 sau 967 – d. 1010 sau 16 ianuarie 1016 sau 1035) a fost fiica regelui Conrad "cel Pașnic" al Burgundiei cu soția sa, Matilda de Franța, fiică a regelui Ludovic al IV-lea al Franței cu Gerberga de Saxonia. Ea și-a primit numele de botez după mama tatălui ei, Bertha de Suabia.
Bertha a fost prima dată căsătorită cu contele Odo I de Blois, eveniment petrecut în jur de 983. Cu acesta a avut mai mulți copii, printre care doi viitori conți de Blois, Theobald al II-lea și Odo al II-lea.
După moartea soțului ei în 996, vărul Berthei, Robert, co-rege al Franței și-a dorit să o ia de soție, în locul primei sale soții, repudiata Rozala. Căsătoriei i s-a opus tatăl lui Robert, regele Hugo Capet, din cauza legăturii lor de rudenie, prea apropiate pentru a fi acceptați ca soț și soție. Cu toate acestea, căsătoria a avut loc, după moartea lui Hugo din octombrie 996, atunci când Robert a rămas rege unic al Franței.
Apropierea de sânge dintre Robert și Bertha a determinat autoritățile ecleziastice să considere căsătoria ca ilegală. Drept urmare, Papa Grigore al V-lea a declarat excomunicați pe cei doi. Acest lucru, ca și lipsa de copii (cu excepția unuia singur, care a murit în același an în care s-a născut, 999), l-a determinat pe Robert să cadă de acord cu Papa Silvestru al II-lea în a anula căsătoria în anul 1000.
Robert se va căsători ulterior cu Constanța de Arles, în vreme ce Bertha a rămas necăsătorită.